# Pero rapinaria
Pero rapinaria là một loài bướm đêm trong họ Geometridae.